# Třída Charger
Třída Charger byla třída torpédoborců Britského královského námořnictva. Celkem byly postaveny tři jednotky této třídy. Ve službě byly v letech 1896–1912.
Třída Charger představovala jednu ze sedmnácti podtříd raných britských torpédoborců od různých výrobců, které jsou souhrnně označovány jako třída A. Torpédoborce třídy A neměly jednotný design, ale důraz byl u nich kladen na jednotnou rychlost (u prvních tří podtříd 26 uzlů a u zbývajících čtrnácti podtříd 27 uzlů). Třída Charger patřila do druhé skupiny označováné jako „27-knotters“.

## Stavba
Celkem bylo postaveny tři jednotky této třídy. Konstrukčně vycházely z torpédoborce HMS Hornet. Stejně jako třída Ardent měly oproti dřívějším třídám výzbroj posílenu o dva další 57mm kanóny a nenesly příďový torpédomet. Jejich stavbu zajistila loděnice Yarrow Shipbuilders v Cubitt Townu v Londýně. Do služby byly torpédoborce přijaty roku 1896.
Jednotky třídy Charger:
| Jméno       | Založení kýlu | Spuštěn            | Vstup do služby | Osud         |
| ----------- | ------------- | ------------------ | --------------- | ------------ |
| HMS Charger | listopad 1893 | 15. září 1894      | únor 1896       | vyřazen 1912 |
| HMS Dasher  | prosinec 1893 | 28. listopadu 1894 | březen 1896     | vyřazen 1912 |
| HMS Hasty   | prosinec 1893 | 16. června 1894    | květen 1896     | vyřazen 1912 |

## Konstrukce

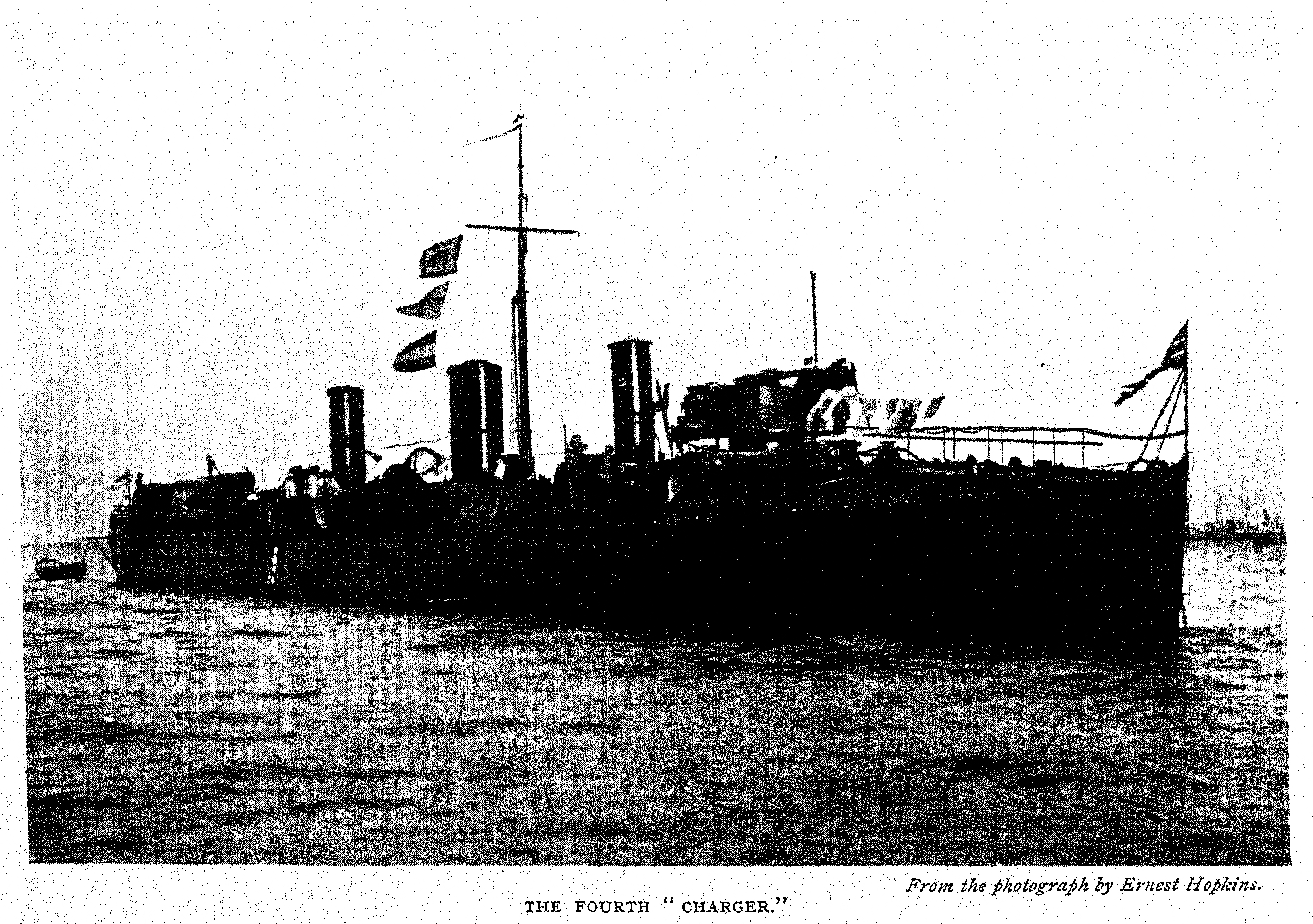
HMS Charger

Výzbroj představoval jeden 76mm kanón, pět 57mm kanónů a dva jednohlavňové 457mm torpédomety. Pohonný systém tvořily dva lokomotivní parní kotle a dva tříválcové parní stroje s trojnásobnou expanzí o výkonu 3800 hp, roztáčející dva lodní šrouby. Spaliny odváděly dva komíny. Nejvyšší rychlost dosahovala 26 uzlů. Dosah byl 3000 námořních mil při rychlosti deset uzlů.

### Modernizace
V letech 1899–1900 byly všechny torpédoborce vybaveny čtyřmi kotly Yarrow.